# Чемпионат Европы по самбо 2025
Чемпионат Европы по самбо 2025 года прошёл 23 — 27 апреля в городе Лимасол (Республика Кипр).
В соревнованиях приняли участие спортсмены 26 стран. Самбисты России и Белоруссии выступали под флагом Международной федерации самбо.

## Медалисты

### Мужчины
| Весовая категория | Золото                      | Серебро                       | Бронза                                                  |
| ----------------- | --------------------------- | ----------------------------- | ------------------------------------------------------- |
| до 58 кг          | Павел Иванов · Россия       | Вахтанг Чидрашвили · Грузия   | Давид Овсепян · Армения Владислав Бурдь · Беларусь      |
| до 64 кг          | Авто Мукбаниани · Грузия    | Дмитрий Евдошенко · Украина   | Димитар Стоянов · Болгария Эльвин Багиров · Азербайджан |
| до 71 кг          | Али Турсунов · Россия       | Роман Труш · Украина          | Элизбар Туркиа · Грузия Владислав Мардусевич · Беларусь |
| до 79 кг          | Денис Калинин · Россия      | Вячеслав Пламадеала · Молдова | Омари Ниазашвили · Грузия Иван Харьков · Болгария       |
| до 88 кг          | Сергей Рябов · Россия       | Адиль Адильзаде · Азербайджан | Станислав Серейчук · Украина Ушанги Маргани · Грузия    |
| до 98 кг          | Антон Коновалов · Россия    | Ярослав Давидчук · Украина    | Мишко Нозадзе · Грузия Тин Страза · Хорватия            |
| свыше 98 кг       | Степан Солдатенков · Россия | Даниэль Натя · Румыния        | Георгий Чагешвили · Грузия Виктор Решко · Латвия        |

### Женщины
| Весовая категория | Золото                       | Серебро                       | Бронза                                                      |
| ----------------- | ---------------------------- | ----------------------------- | ----------------------------------------------------------- |
| до 50 кг          | Мария Буёк · Украина         | София Емелюкова · Россия      | Лариос Карлота Прендес · Испания Анфиса Капаева · Беларусь  |
| до 54 кг          | Таня Радулова · Болгария     | Кристина Бланару · Румыния    | Анастасия Поликарпова · Россия Вера Зореа · Молдова         |
| до 59 кг          | Дарья Кузьмина · Россия      | Карла Албитос · Испания       | Кристина Бондарь · Румыния Татьяна Мацко · Беларусь         |
| до 65 кг          | Ван Дун Сэм · Нидерланды     | Диана Гамидова · Россия       | Анна-Мария Манушева · Болгария Мария Ампаро Рамос · Испания |
| до 72 кг          | Нино Одзелашвили · Грузия    | Найоми Оверкамп · Нидерланды  | Анжела Жилинская · Беларусь Мария Кабас · Испания           |
| до 80 кг          | Галина Ковальская · Украина  | Екатерина Москалёва · Румыния | Карина Шут · Беларусь Гобек Леа Катерина · Хорватия         |
| свыше 80 кг       | Мария Кондратьева · Беларусь | Анастасия Комович · Украина   | Елена Кебадзе · Грузия Лара Вуксанич · Хорватия             |

### Боевое самбо
| Весовая категория | Золото                    | Серебро                      | Бронза                                                          |
| ----------------- | ------------------------- | ---------------------------- | --------------------------------------------------------------- |
| до 58 кг          | Алдар Намсараев · Россия  | Евгений Ребиков · Беларусь   | Гамлет Сукиасян · Армения Гига Сепромадзе · Грузия              |
| до 64 кг          | Павел Пантелеев · Россия  | Ираклий Талахалзе · Грузия   | Матедж Матосевич · Хорватия Николай Митов · Болгария            |
| до 71 кг          | Рустам Талдиев · Россия   | Рауль Тутараули · Грузия     | Лучиан Брай · Молдова Мгер Мерджанян · Армения                  |
| до 79 кг          | Эдуард Куцко · Беларусь   | Алексей Иванов · Россия      | Артур Малхасян · Армения Василий Ивоняк · Украина               |
| до 88 кг          | Вадим Бурчак · Украина    | Георгий Егнаташвили · Грузия | Георгий Бодирлау · Румыния Аветик Погосян · Армения             |
| до 98 кг          | Арман Аванесян · Армения  | Марино Дугандзич · Хорватия  | Магомед Гасанов · Россия Джосип Превисич · Босния и Герцеговина |
| свыше 98 кг       | Михаил Мохнаткин · Россия | Пламен Ерданов · Болгария    | Виталий Осадчук · Украина Роман Дамиев · Россия                 |